# Jonnie Peacock
Jonnie Peacock, né le 28 mai 1993 à Cambridge,, est un athlète handisport britannique.

## Biographie
Jonnie Peacock est amputé de la jambe droite sous le genou à l'âge de cinq ans à la suite d'une méningococcie. Adolescent, il cherche à savoir s'il lui pourrait jouer au football avec sa prothèse, se renseigne sur le handisport, et se tourne finalement vers l'athlétisme,.
Sa première compétition internationale est la Coupe du monde paralympique de 2010 à Manchester. Dans l'épreuve du 100 mètres catégorie T44 (amputé jambe avec prothèse), il termine cinquième. Lors des Championnats du monde d'athlétisme handisport de 2011 à Christchurch, il est sixième. En mai 2012, toutefois, il remporte l'épreuve du 100 mètres à la Coupe du monde paralympique. En juillet 2012, à Indianapolis,  il établit un nouveau record du monde sur le 100 mètres T44, en 10 s 85. Il est alors présenté comme l'un des favoris pour le 100 mètres aux Jeux paralympiques d'été de 2012 à Londres, l'épreuve ayant lieu le 6 septembre. Les médias décrivent cette course comme étant notamment une compétition entre Peacock, le Sud-Africain Oscar Pistorius, l'Américain Jerome Singleton, et le Sud-Africain Arnu Fourie.
Le 100 m T44 est la seule épreuve de Peacock aux Jeux de Londres. Il remporte sa série en 11,08 secondes, nouveau record paralympique, devant Singleton (11 s 46). Pistorius et Fourie remportent également leurs séries, respectivement en 11,18 et 11 s 29 ; les quatre hommes se retrouvent en finale, avec les Américains Richard Browne et Blake Leeper, le Chinois Liu Zhiming et le Brésilien Alan Oliveira. Jonnie Peacock remporte la finale, médaille d'or avec un nouveau record paralympique en 10 s 90, devant Browne (11 s 03) et Fourie (11 s 08).
Lors des Championnats du monde d'athlétisme handisport 2013, à Lyon, il obtient la médaille d'or à l'épreuve du 100 m T44 (sa seule épreuve), en 10 s 99.